# رود کوشی
رود کوشی رودی است به گنگ می‌ریزد. این رود از کشور هند می‌گذرد.